# Georg Christian Lehms

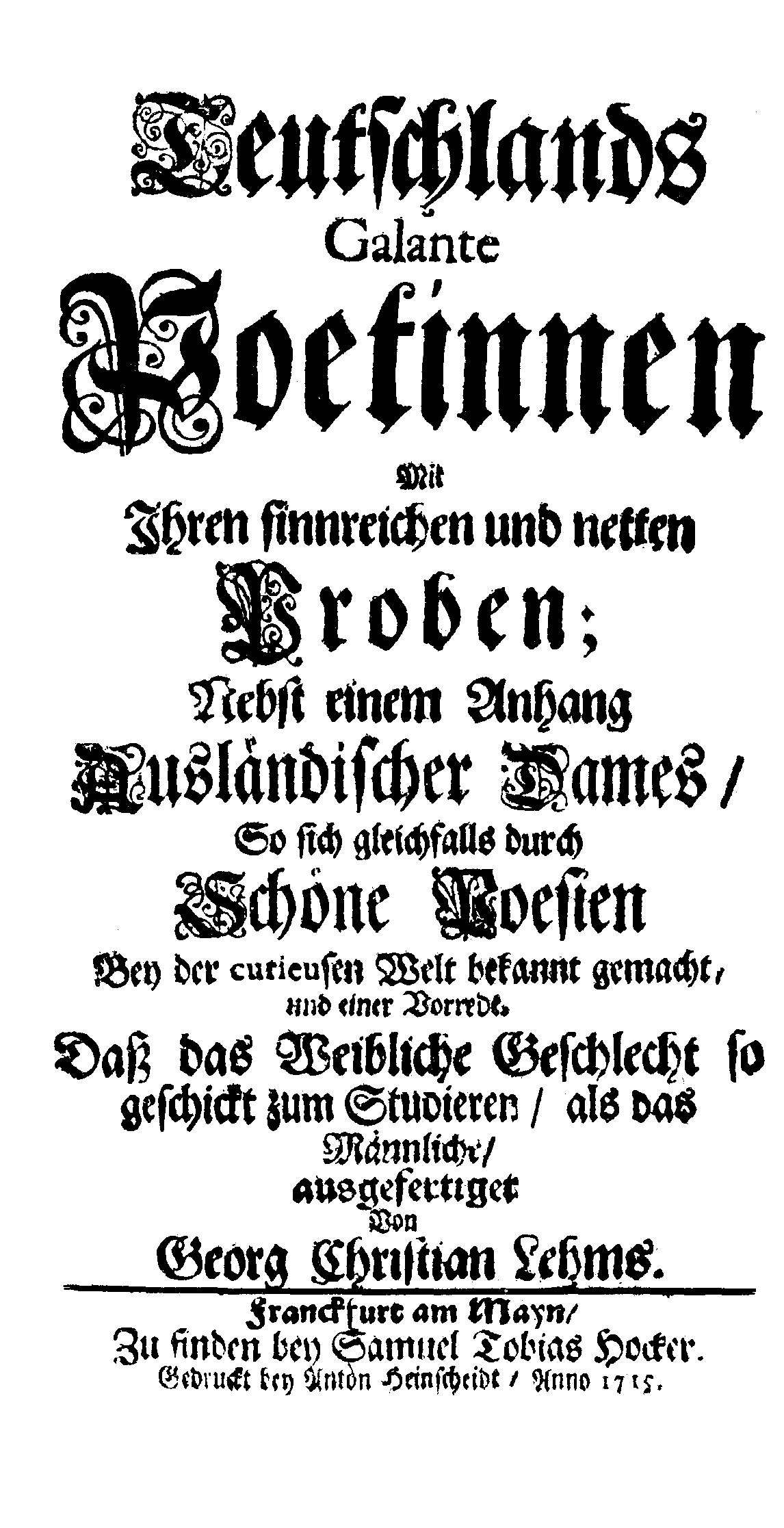
Portada de Teutschlands Galante Poetinnen

Georg Christian Lehms (Legnica, 1684 – Darmstadt, 15 de mayo de 1717) fue un poeta, novelista, libretista y bibliotecario alemán, que en ocasiones utilizó el pseudónimo "Palidor". Publicó poesía, novelas, libretos para óperas, y textos de cantatas.

## Vida
Nació en Legnica (actualmente en Polonia) en 1684. Lehms se formó en el Gymnasium (escuela secundaria) en Görlitz y más adelante estudió en la Universidad de Leipzig.
Las novelas "galantes" (un término que se refiere a la ficción dirigida a lectores de ambos sexos) de Lehms se encontraban entre las primeras de este tipo de producciones en la literatura alemana y comenzaron a aparecer a principios de su carrera bajo el seudónimo de Pallidor. La primera de ellas fue Die unglückselige Princessin Michal und der verfolgte David (La desventurada princesa Michal y David perseguidos), publicada en Hanover en 1707. La siguiente fue en 1710 Des israelitischen Printzens Absolons und cerquero Prinzcessin Schwester Thamar Staats-Lebens-und Helden-Geschichte (La vida heroica e Historia del Príncipe israelita Absolom y de su hermana la princesa Tamar), publicada por Zieger en Nuremberg. La serie continuó en 1712 con Der Weise König Salomo (El sabio rey Salomón).
Después de pasar algún tiempo en la corte de Juan Jorge, duque de Sajonia-Weissenfels, a finales de 1710 Lehms ganó un puesto como bibliotecario de la corte y el poeta en Darmstadt, capital del Condado de Hesse-Darmstadt, donde por 1713 había sido nombrado para el consejo del Príncipe. Además de sus novelas y la colección Teutschlands Galante Poetinnen (Poetisas galantes de Alemania), que le dio renombre, Lehms escribió libretos para óperas y diversas cantatas para la vida religiosa de la corte de Darmstadt. Algunos de sus textos para cantatas les pusieron música Johann Sebastian Bach y los Kapellmeister Christoph Graupner y Gottfried Grünewald.
La portada de Teutschlands Galante Poetinnen sintetiza la obra de este modo:

«Poetisas galantes de Alemania / con ingeniosas y agradables muestras de la misma; junto con un apéndice de esas Damas de tierras extranjeras / que del mismo modo se dieron a conocer para el interés de la Humanidad por la belleza de su poesía, y un prefacio.
Demostrando que el género femenino no tiene menos habilidad para estudiar / que el masculino / 
Interpretadas por Georg Christian Lehms, Franckfurt am Mayn / que pueden obtenerse de Samuel Tobias Hocker. Impreso por Anton Heinscheidt. 
Año 1715.»

Lehms murió de tuberculosis el 15 de mayo de 1717, con 33 años.

## Obra
Esta es una selección de obras escritas por Lehms.
- Die unglückselige Princessin Michal und der verfolgte David. (La desventurada princesa Michal y David perseguidos). Hannover: Nicolaus Förster, 1707.
- Des israelitischen Printzens Absolons und seiner Prinzcessin Schwester Thamar Staats- Lebens- und Helden-Geschichte. (La vida heroica e Historia del Príncipe israelita Absolom y de su hermana la princesa Tamar). Núremberg: Zieger, 1710.
- Der weise König Salomo, in einer Staats- und Helden-Geschichte. (La historia real y heroica del sabio rey Salomón). Hamburgo & Leipzig: Johann von Wiering, 1712.
- Das singende Lob Gottes, in einem Jahrgang andächtiger und Gottgefälliger Kirch-Music. (La alabanza cantada a Dios, en un volumen anual de música religiosa devocional agradable a Dios). Darmstadt: Johann Georg John, 1712.
- Teutschlands Galante Poetinnen. (Poetisas galantes de Alemania), en dos partes. Frankfurt am Main: Samuel Tobias Hocker, 1714-15; nuevas ediciones en Darmstadt, Josef Gotthard Blaschke, 1966; & Leipzig, 1973.

### Cantatas de Bach basadas en textos de Lehms
A continuación se incluye una tabla que recoge las cantatas de Bach basadas en textos de Lehms y que es clasificable por tiempo de estreno, ocasión del año litúrgico, BWV del catálogo, íncipit y traducción del íncipit.
| Fecha                    | Ocasión del año litúrgico                   | BWV      | Íncipit                            | Traducción                                |
| ------------------------ | ------------------------------------------- | -------- | ---------------------------------- | ----------------------------------------- |
| 15 de julio de 1714      | Séptimo domingo después de la Trinidad      | 54       | Widerstehe doch der Sünde          | Mantente firme contra el pecado           |
| 12 de agosto de 1714     | Decimoprimer domingo después de la Trinidad | 199      | Mein Herze schwimmt im Blut        | Mi corazón nada en sangre                 |
| 25 de diciembre de 1725  | Día de Navidad                              | 110      | Unser Mund sei voll Lachens        | Que nuestra boca se colme de risas        |
| 26 de diciembre de 1725  | Día de San Esteban                          | 57       | Selig ist der Mann                 | Bendito sea el Hombre                     |
| 27 de diciembre de 1725  | Tercer día de Navidad                       | 151      | Süßer Trost, mein Jesus kömmt      | Dulce consuelo, mi Jesús viene            |
| 01 de enero de 1726      | Año Nuevo                                   | 16       | Herr Gott, dich loben wir          | Señor Dios, te alabamos                   |
| 13 de enero de 1726      | Primer domingo después de Epifanía          | 32       | Liebster Jesu, mein Verlangen      | Amado Jesús, mi deseo                     |
| 20 de enero de 1726      | Segundo domingo después de Epifanía         | 13       | Meine Seufzer, meine Tränen        | Mis suspiros, mis lágrimas                |
| 28 de julio de 1726      | Sexto domingo después de Trinidad           | 170      | Vergnügte Ruh, beliebte Seelenlust | Delicioso descanso, amado placer del alma |
| 08 de septiembre de 1726 | Duodécimo domingo después de la Trinidad    | 35       | Geist und Seele wird verwirret     | El espíritu y el alma se confunden        |
| c.1714? 1725?            | Séptimo domingo después de la Trinidad      | Anh. 209 | Liebster Gott, vergißt Du mich     | Amado Dios, me olvidas                    |